# Marian Tănasă
Marian Tănasă (n. 14 august 1985, Bacău, România) este un atacant român, legitimat în prezent la echipa Aerostar Bacău.
A jucat pentru echipele:
- FCM Bacău (2003-2009)
- Oțelul Galați (2008-2010)
- FC Baia-Mare (2009-2010)
- FCM Târgu Mureș (2010-2011)
- CF Brăila